# Gernika-Lumo
Gernika-Lumo (hiszp. Guernica y Luno) – miasto na północy Hiszpanii, uważane za najstarszą stolicę Kraju Basków. W 2018 roku liczyło ok. 17 tys. mieszkańców. Jest znane szeroko przede wszystkim z jego zbombardowania podczas wojny domowej w Hiszpanii.

## Historia
Miasto Gernika powstało w 1366 jako osada handlowa, na skrzyżowaniu szlaków z Bermeo na wybrzeżu oceanu do Durango i z Bilbao do Lequeitio, nad estuarium rzeki Oka uchodzącej do Oceanu Atlantyckiego. W 1882 zostało połączone z sąsiednim Lumo, tworząc zespół Gernika-Lumo (Guernica y Luno). Gernika była tradycyjnym miejscem generalnych zgromadzeń baskijskich, odbywanych pod drzewem dębu nazywanym Gernikako Arbola i będącym symbolem wolności baskijskich; pod dębem w Gernice składali również przysięgę dochowania wolności baskijskich królowie Kastylii. Uschnięte drzewa zastępowane były i są nadal przez młode rośliny. Początki przemysłu w Gernice pojawiły się dopiero na początku XX wieku. W 1920 ludność sięgnęła ok. 4500, w 1936 ok. 6000. Podczas wojny domowej Gernika-Lumo została w znacznej części zniszczona podczas nalotu 26 kwietnia 1937. Obecnie w Gernice mieści się Junta (parlament) hiszpańskiej prowincji Biskaja.

### Zniszczenie Gerniki
Na początku wojny domowej, w 1936 roku, północna część Hiszpanii – Baskonia, opowiedziała się po stronie Frontu Ludowego, który przyznał tym terenom względną autonomię. Licząca około 5000 mieszkańców Gernika była wówczas siedzibą rządu autonomicznego Kraju Basków i ważnym węzłem komunikacyjnym. Znajdowały się w niej  fabryki broni, szpitale polowe, koszary (w mieście stacjonowały 3 bataliony, nie mniej niż 2000 żołnierzy).
26 kwietnia 1937 roku Gernika została zaatakowana bombami burzącymi i zapalającymi przez siły lotnicze. Pierwotnym celem ataku były most na rzece Oca, infrastruktura drogowa na zachód od miasta oraz wycofujące się oddziały Frontu Ludowego (front znajdował się mniej niż 14 kilometrów od Gerniki), co potwierdzają dokumenty z wydanymi rozkazami dla pilotów oraz fakt, że w pierwszej fazie nalotu bomby spadały na pierwotne cele lub w ich pobliżu. Decyzję o bombardowaniu podjął  dowódca Legionu Condor, Wolfram von Richthofen. Atak był dziełem Legionu Condor, niemieckiego korpusu ekspedycyjnego Luftwaffe, wspierającego generała Franco, z niewielką pomocą lotnictwa włoskiego.
Początkowa faza nalotu składała się z kilku pojedynczych ataków. Pierwszy zaatakował bombowiec Heinkel He 111, który ok. godziny 16.30 zrzucił swe bomby (lub ich część) w pobliże mostu, potem inna formacja samolotów niemieckich, prawdopodobnie He 111 i Dornier Do 17, bombardowała po śladach poprzednika, ale już z mniejszą precyzją. Nieco później trzy włoskie bombowce Savoia-Marchetti SM.79 znowu zbombardowały most i drogę za miastem 36 bombami o masie 50 kg. Trzecią falę stanowił nalot niemieckiego Heinkla He 111 eskortowanego przez włoskie myśliwce (które ostrzelały drogę z karabinów maszynowych), a w czwartej i piątej fali do godz. 18 miasto zbombardowały dalsze dwa niemieckie bombowce. Podczas tych nalotów miasto odniosło jedynie lokalne zniszczenia.
W tym samym czasie, kiedy pierwsze samoloty pojawiły się nad miastem, z lotnisk wystartowały trzy eskadry bombowców Junkers Ju 52 Legionu Condor, załadowanych bombami burzącymi o masie 250 kg i 50 kg oraz małymi bombami zapalającymi o masie 1 kg, eskortowane przez myśliwce Bf 109 i He 51. Samoloty te nadleciały nad miasto około 18.30, bombardując je falami przez 15 minut. Kombinacja bomb burzących i zapalających powodowała wielkie zniszczenia zabudowy i znacznie utrudniała walkę z pożarami. Godzinę po nalocie płonęło lub było już ruiną 18% zabudowań. Nieudolnie prowadzona akcja pożarowa przyczyniła się do zniszczenia aż 71% zabudowy Gerniki. Frankistowski lotnik Salas Larrazabal ocenia, że na miasto i okolicę zrzucono 22,07 tony bomb z Ju 52, 1,8 tony z SM.79 i 4,35 tony z niemieckich bombowców dwusilnikowych, łącznie 28,22 tony (większość poza miastem, w okolicy mostu nad rzeką Oca).
Dokładna liczba ofiar nalotu nie jest znana. Według różnych, sprzecznych ze sobą szacunków, zginęło od 100 do 3000 osób, a kilkaset zostało rannych (zachowane dokumenty ze szpitali mówią o 120 zabitych i 30 rannych). W samym mieście ofiarami byli głównie cywile, zniszczeniu uległy przede wszystkim budynki cywilne (znajdująca się w Gernice fabryka broni Unceta, produkująca pistolety Astra, nie ucierpiała podczas nalotu). W mieście prawdopodobnie nie było już jednak ludzi przybyłych na targ (został odwołany w porze obiadowej). Nie został zniszczony też główny cel ataku – most, przez co nalot został uznany przez Richthofena jako nieudany. Jednocześnie Richthofen przypisywał zniszczenie centrum miasta złej widoczności z powodu dymu pochodzącego z wcześniejszych nalotów.
Po bombardowaniu obie walczące strony rozpowszechniały swoje wersje propagandowe. Front Ludowy podawał informację o całkowitej zagładzie miasta i tysiącach zabitych i rannych. Natomiast strona narodowa generała Franco początkowo twierdziła, że zniszczenia były dziełem wysadzania budynków przez Front Ludowy i miały na celu zintensyfikowanie oporu Basków przeciwko frankistom.
Bombardowanie Gerniki stało się szeroko rozpowszechnionym na świecie symbolem okrucieństwa wojny, ruchu antywojennego i antyfaszystowskiego. Jeszcze w 1937 roku popierający republikanów Pablo Picasso, późniejszy członek Francuskiej Partii Komunistycznej, namalował obraz Guernica (Wezwanie przeciwko wojnie), będący potępieniem nalotu i malarskim manifestem antywojennym.

## Miasta partnerskie
- Berga, Hiszpania
- Pforzheim, Niemcy
- Boise, Stany Zjednoczone
- Celaya, Meksyk